# St. Wigbert (Häselrieth)

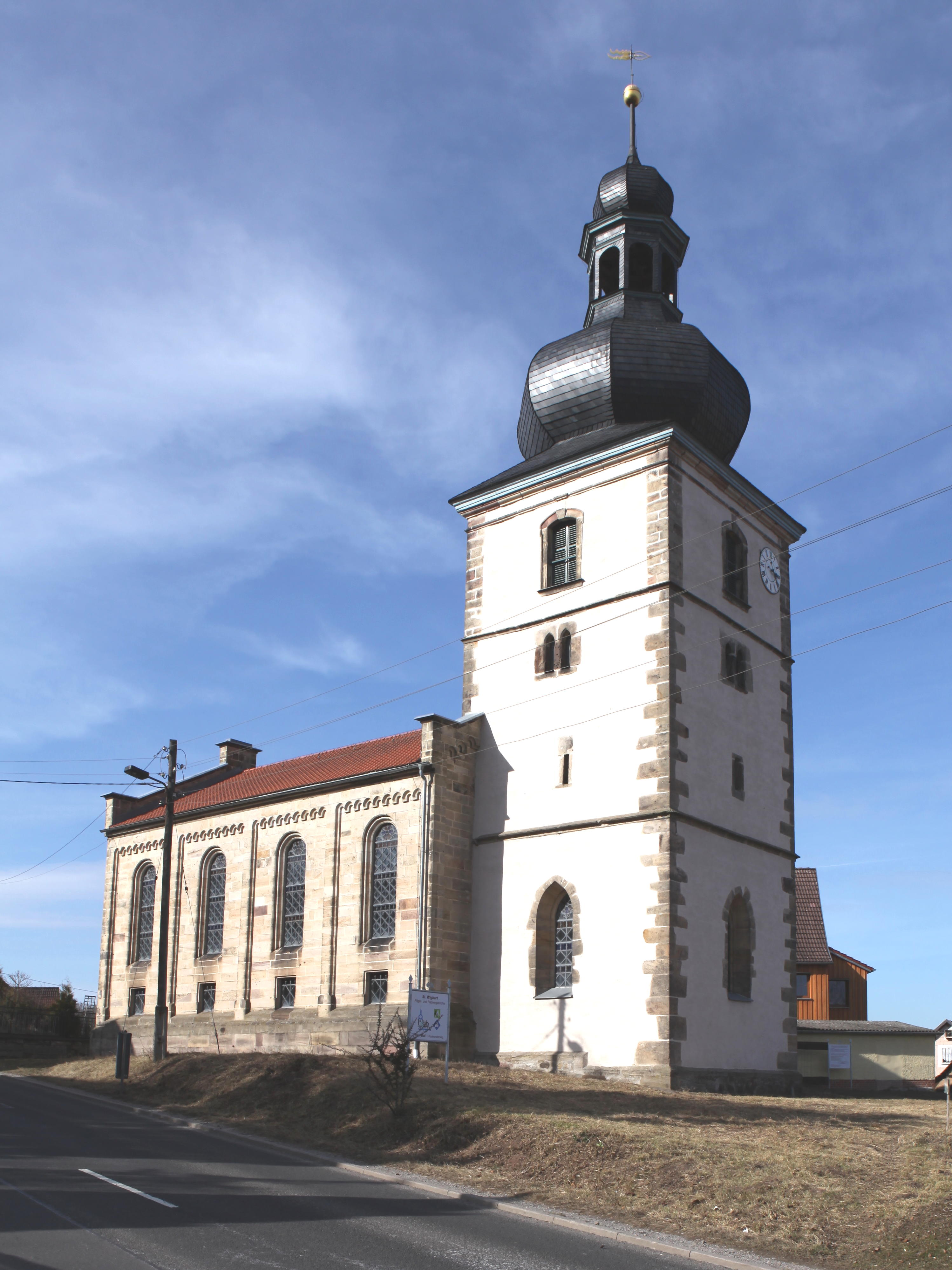
St. Wigbert, Häselrieth

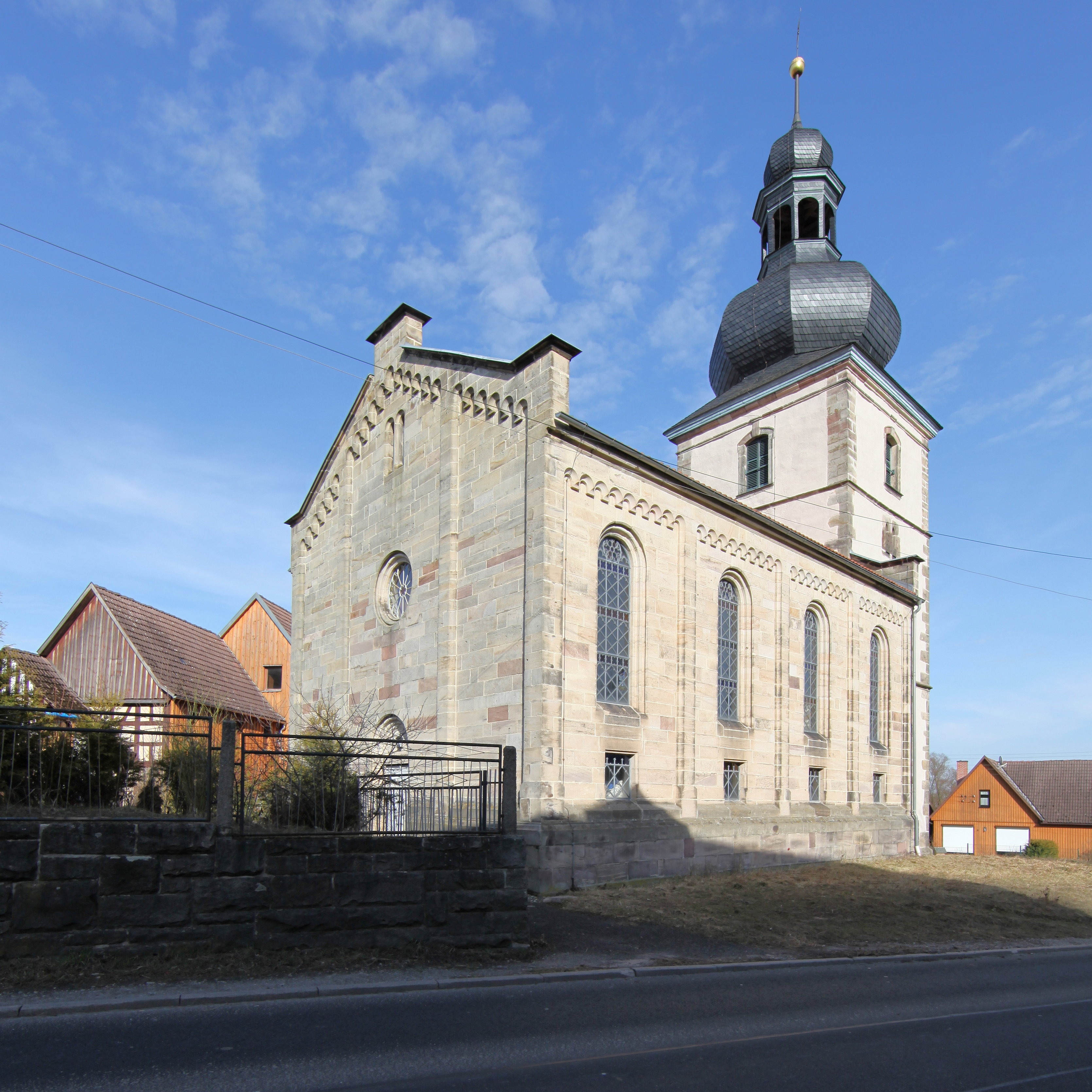
Langschiff

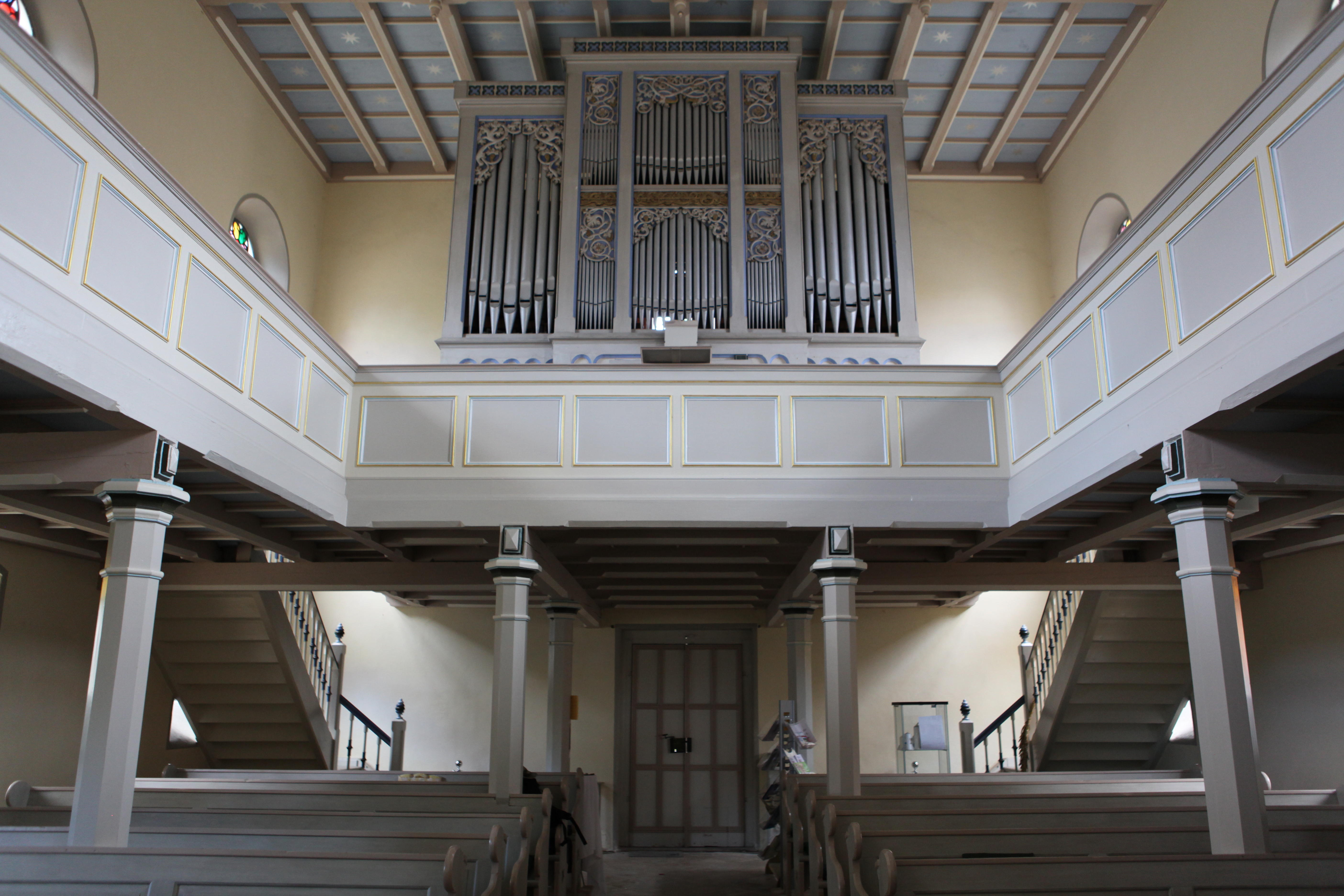
Orgel

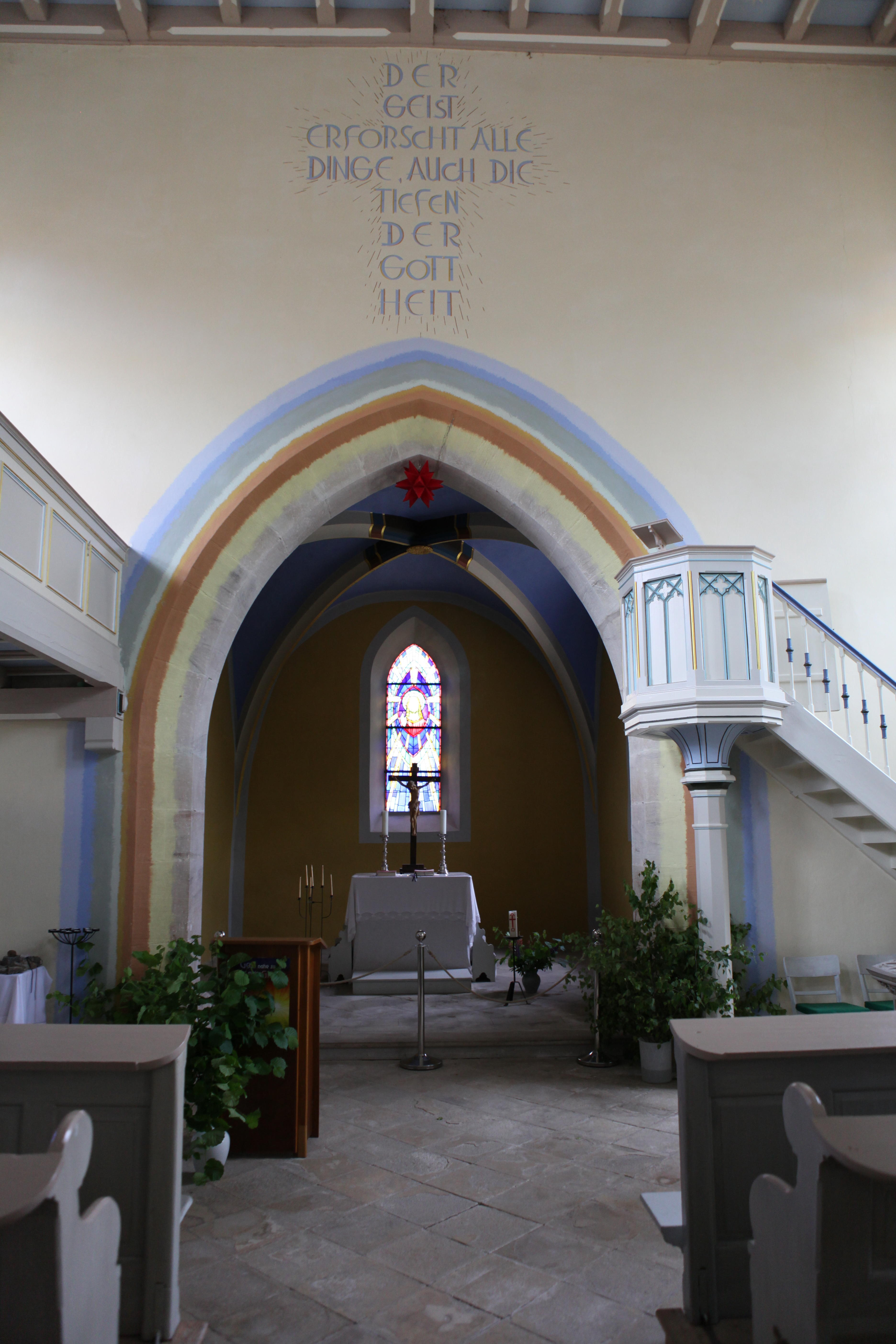
Triumphbogen

Die evangelisch-lutherische Kirche St. Wigbert steht in Häselrieth, einem Ortsteil der Stadt Hildburghausen in Thüringen. Das denkmalgeschützte Bauwerk ist die erste Radwege- und Pilgerkirche am Werratal-Radweg.

## Baugeschichte
Das Datum einer ersten Kirche an diesem Standort ist nicht bekannt. Das Gotteshaus ist dem heiligen Wigbert geweiht, der auch Patron des Hersfelder Stiftslandes war. Zu den ältesten Teilen der heutigen Kirche gehört der etwa sieben mal sieben Meter große Chorraum im Kirchturm, der von einem gotischen Kreuzrippengewölbe mit Rosettenschlussstein überspannt wird. Die Süd- und Ostseite haben jeweils ein Spitzbogenfenster, im Osten als farbiges Christusfenster gestaltet. In der Nordwand ist ein Sakramentshäuschen und eine spätgotische Tür vorhanden, die in die Sakristei mit einem rippenlosen Kreuzgewölbe führt. Umbauten sind für die Jahre 1549 und 1576 belegt.
Im Jahr 1740 wurde der Kirchturm auf seine heutige Höhe aufgestockt. Der dreigeschossige Steinquaderbau hat eine verschieferte Zwiebelkuppel mit Arkadenaufsatz und kleinerer Zwiebel sowie Turmknopf und Wetterfahne. Das neoromanische Kirchenschiff entstand 1869 als Ersatz für einen baufälligen Vorgängerbau. Vier große Rundbogenfenster, eingerahmt durch seitliche Lisenen und einen oberen Rundbogenfries gliedern die Süd- und Nordfassade. Eingangsportale befinden sich an der West- und Nordseite.
Der etwa sechzehn mal zwölf Meter große Innenraum des Langschiffes wird von einer hölzernen Kassettendecke überspannt, die als Himmel in Pastelltönen mit Hellblau und weißen Sternen bemalt ist. Ocker und grau bis blau sind die Wände, die eingeschossige Empore mit ihrer Brüstung und die hölzernen Kirchenbänke gestaltet. Der Chorraum mit dem Altar, durch einen spitzbögigen Triumphbogen mit Regenbogensymbolik vom Kirchenschiff getrennt, ist dagegen durch kräftige Farben in Rot und Ocker sowie Blau und Gold geprägt. Die Bleiglasfenster wurden 1992 bis 1994 saniert.

## Ausstattung
Im Kirchturm hängen als Ersatz für drei Bronzeglocken, die im Ersten Weltkrieg abgegeben wurden, drei Stahlglocken vom Bochumer Verein aus dem Jahr 1920. Auf der Westempore befindet sich die Orgel, die der Orgelbaumeister Michael Schmidt aus Schmiedefeld 1870 baute. Das Instrument verfügt über 21 Register, die auf zwei Manuale und Pedal verteilt sind. Es ist noch in originalem Zustand und bedarf aufgrund von Schädlingsbefall sowie defektem Innenleben einer umfangreichen Sanierung. Neogotisch gestaltet sind der Taufstein und die Kanzel, beide Ende des 19. Jahrhunderts entstanden.

## Besonderheiten
- Der Dachboden beherbergt eine große Kolonie der Fledermausart Großes Mausohr.
- Am 19. Juni 2011 wurde die Wigbertkirche im Rahmen einer Festveranstaltung als neue Radwegekirche eröffnet.[4] Die Kirche ist dafür zwischen Mai und Oktober täglich geöffnet und bietet insbesondere den Radfahrern des Werratal-Radweges einen Holzpavillon als Rastplatz sowie öffentliche Toiletten.